# Euschistus variolarius
Euschistus variolarius är en insektsart som först beskrevs av Palisot 1817.  Euschistus variolarius ingår i släktet Euschistus och familjen bärfisar. Inga underarter finns listade i Catalogue of Life.